# Thélus
Cet article concerne une commune française du Pas-de-Calais. Pour l'opérateur canadien de télécommunicatios, voir TELUS.
Thélus est une commune française située dans le département du Pas-de-Calais en région Hauts-de-France.
La commune fait partie de la communauté urbaine d'Arras qui regroupe 46 communes et compte 109 776 habitants en 2021.

## Géographie

### Localisation
Localisée dans le sud-est du département du Pas-de-Calais, Thélus est une commune située, à vol d'oiseau, à 7 km au nord de la commune d’Arras (aire d'attraction, chef-lieu d'arrondissement et préfecture du Pas-de-Calais).
Le territoire de la commune est limitrophe de ceux de cinq communes.
Les communes limitrophes sont Vimy, Bailleul-Sir-Berthoult, Farbus, Neuville-Saint-Vaast et Roclincourt.

### Géologie et relief
La superficie de la commune est de 8,99 km2 ; son altitude varie de 88  à   143 mètres.

### Hydrographie
La commune est située dans le bassin Artois-Picardie. Elle n'est drainée par aucun cours d'eau,.

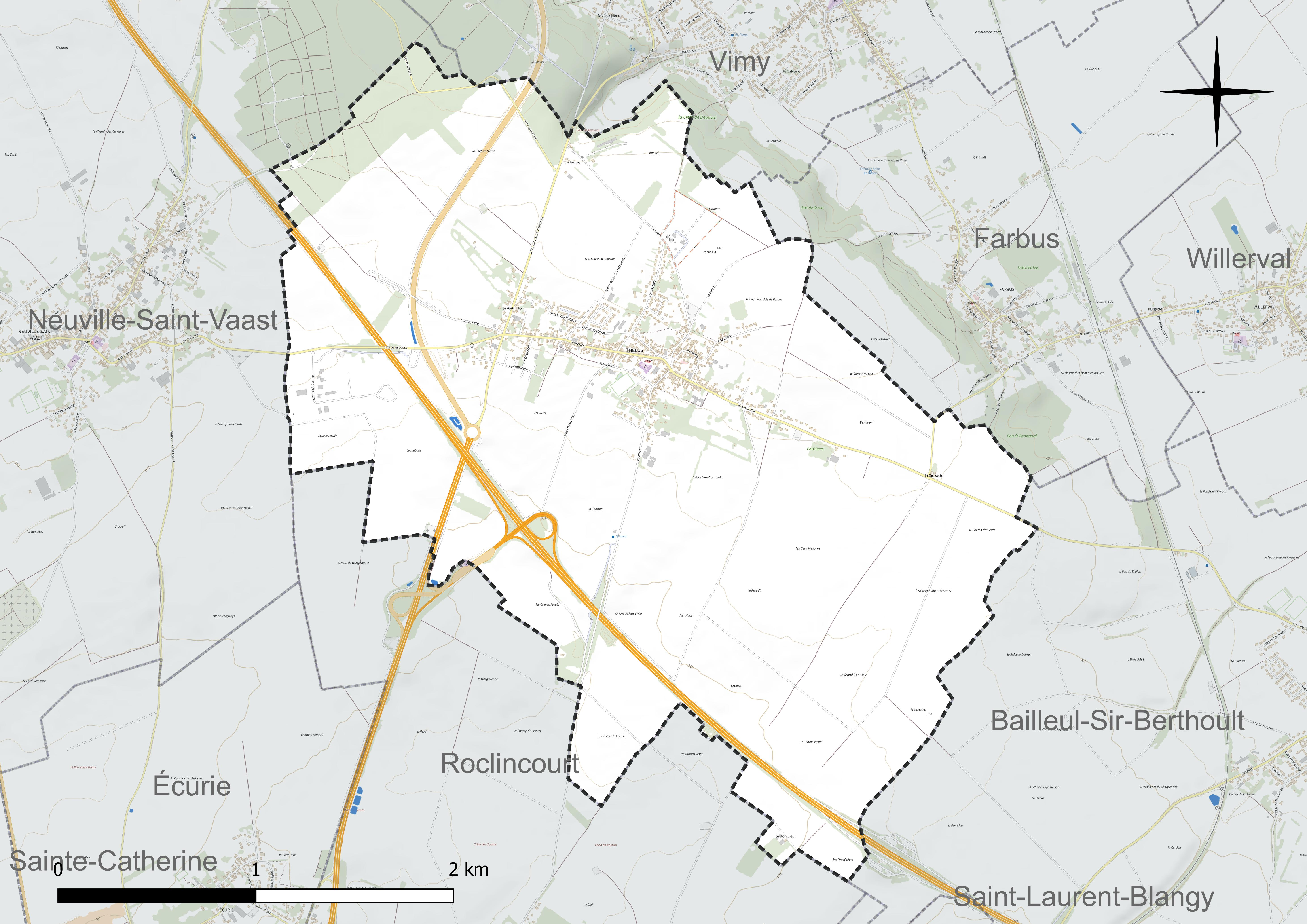
Réseau hydrographique de Thélus.

### Climat
Pour des articles plus généraux, voir Climat des Hauts-de-France et Climat du Pas-de-Calais.
En 2010, le climat de la commune est de type climat océanique dégradé des plaines du Centre et du Nord, selon une étude du CNRS s'appuyant sur une série de données couvrant la période 1971-2000. En 2020, Météo-France publie une typologie des climats de la France métropolitaine dans laquelle la commune est exposée à un climat océanique et est dans la région climatique Nord-est du bassin Parisien, caractérisée par un ensoleillement médiocre, une pluviométrie moyenne régulièrement répartie au cours de l'année et un hiver froid (3 °C).
Pour la période 1971-2000, la température annuelle moyenne est de 10 °C, avec une amplitude thermique annuelle de 14,4 °C. Le cumul annuel moyen de précipitations est de 757 mm, avec 12,1 jours de précipitations en janvier et 9,1 jours en juillet. Pour la période 1991-2020, la température moyenne annuelle observée sur la station météorologique la plus proche, située sur la commune de Wancourt à 13 km à vol d'oiseau, est de 10,8 °C et le cumul annuel moyen de précipitations est de 711,4 mm,. Pour l'avenir, les paramètres climatiques de la commune estimés pour 2050 selon différents scénarios d'émission de gaz à effet de serre sont consultables sur un site dédié publié par Météo-France en novembre 2022.

### Milieux naturels et biodiversité

#### Zone naturelle d'intérêt écologique, faunistique et floristique
L'inventaire des zones naturelles d'intérêt écologique, faunistique et floristique (ZNIEFF) a pour objectif de réaliser une couverture des zones les plus intéressantes sur le plan écologique, essentiellement dans la perspective d'améliorer la connaissance du patrimoine naturel national et de fournir aux différents décideurs un outil d'aide à la prise en compte de l'environnement dans l'aménagement du territoire.
Le territoire communal comprend une ZNIEFF de type 1 : la forêt domaniale de Vimy, le coteau boisé de Farbus et le bois de l'Abîme. Ce site présente de nombreux boisements et des points de vue sur la plaine de la Gohelle et le bassin minier. Plusieurs vestiges de la Première Guerre mondiale, comme les trous de bombes et les tranchées, sont encore visibles.

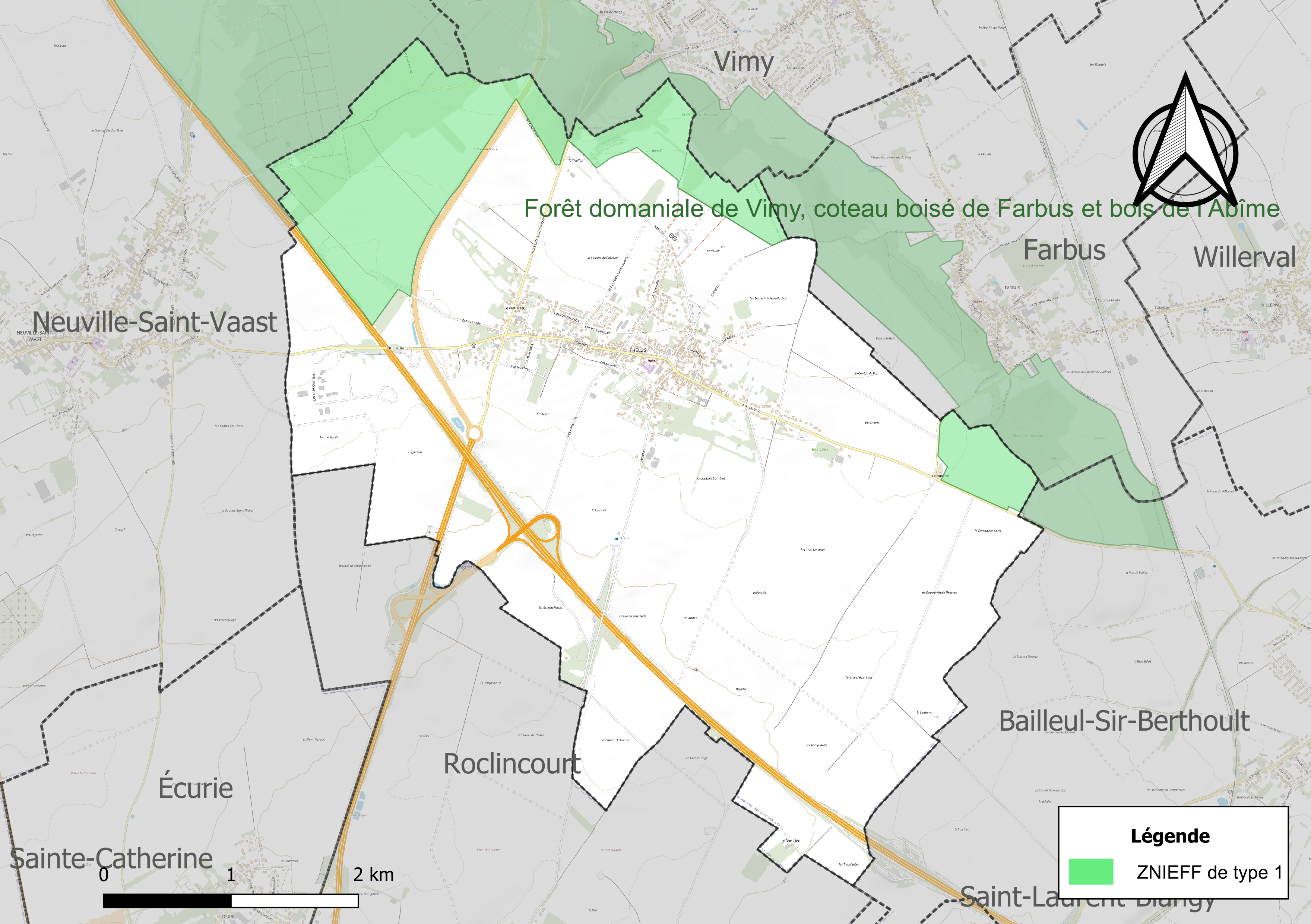
Carte de la ZNIEFF sur la commune.

## Urbanisme

### Typologie
Au 1er janvier 2024, Thélus est catégorisée ceinture urbaine, selon la nouvelle grille communale de densité à sept niveaux définie par l'Insee en 2022.
Elle est située hors unité urbaine. Par ailleurs la commune fait partie de l'aire d'attraction d'Arras, dont elle est une commune de la couronne,. Cette aire, qui regroupe 163 communes, est catégorisée dans les aires de 50 000 à moins de 200 000 habitants,.

### Occupation des sols
L'occupation des sols de la commune, telle qu'elle ressort de la base de données européenne d'occupation biophysique des sols Corine Land Cover (CLC), est marquée par l'importance des territoires agricoles (88,4 % en 2018), une proportion identique à celle de 1990 (88,4 %). La répartition détaillée en 2018 est la suivante : 
terres arables (84,3 %), zones urbanisées (6,6 %), zones agricoles hétérogènes (4,1 %), milieux à végétation arbustive et/ou herbacée (3,2 %), forêts (1,7 %). L'évolution de l'occupation des sols de la commune et de ses infrastructures peut être observée sur les différentes représentations cartographiques du territoire : la carte de Cassini (XVIIIe siècle), la carte d'état-major (1820-1866) et les cartes ou photos aériennes de l'IGN pour la période actuelle (1950 à aujourd'hui).

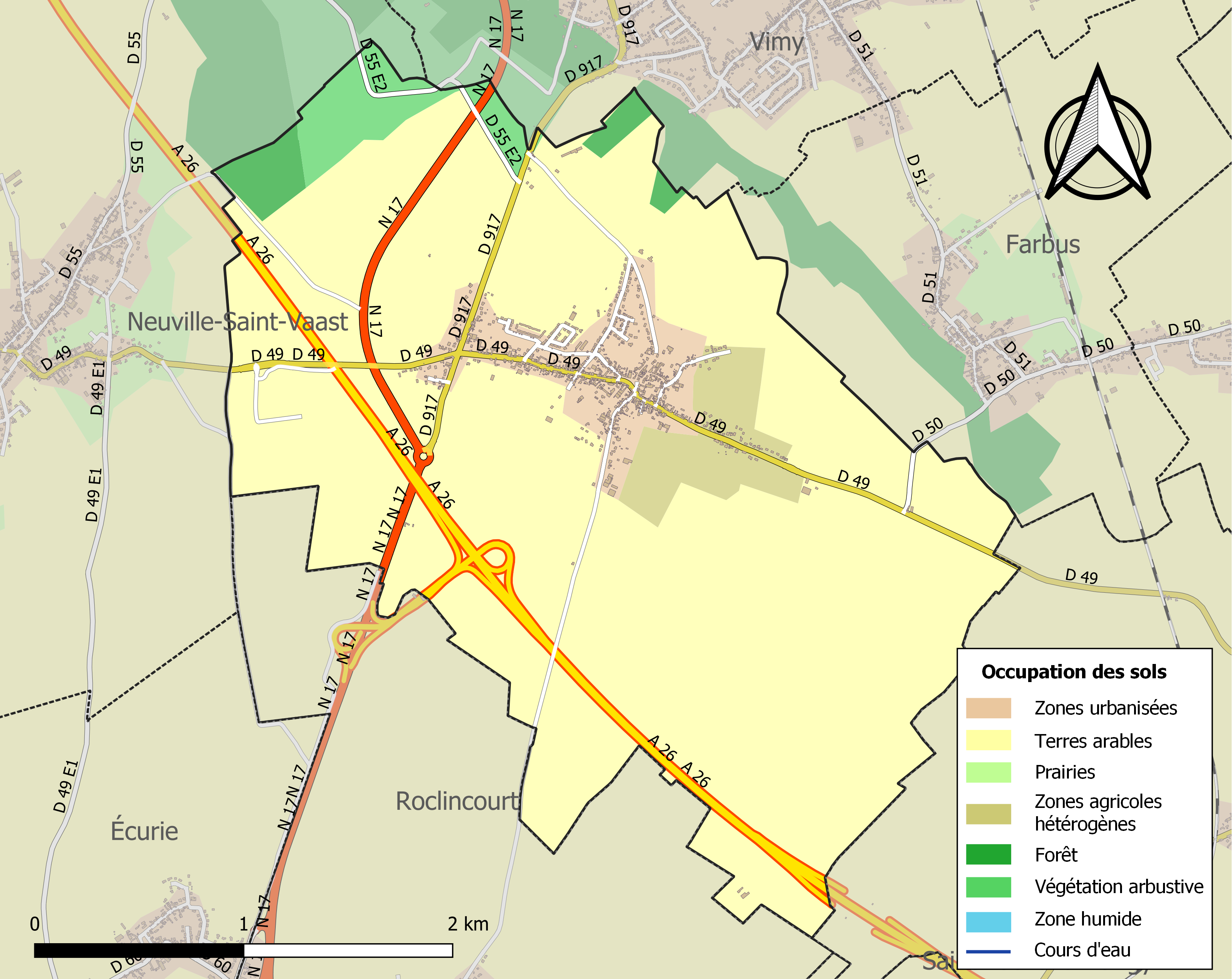
Carte des infrastructures et de l'occupation des sols de la commune en 2018 (CLC).

## Toponymie
Le nom de la localité est attesté sous les formes Theuludum (680) ; Teuludum (1031) ; Teuludium (1091) ; Theulut (1098) ; Tyulut, Tyulud (1167) ; Tiulut (1167) ; Thelut (1169) ; Thyluz, Tyulut, Tyulud, Tyulutz, Thielu (XIIe siècle) ; Tieuleu (1256) ; Tielu (1261) ; Tuluch (1268) ; Thulut (1296) ; Tillut (XIIIe siècle) ; Tieullu (XIIIe siècle) ; Tilluc (XIIIe siècle) ; Thiulluc (1303) ; Thielluch (1304) ; Teluche (1316) ; Thiulu (1325) ; Tiuliu (1327) ; Telu (1329) ; Tulu (1332) ; Telue (1365) ; Thelu (1370) ; Telluch (1515) ; Théluch (XVIe siècle).
Le nom pourrait correspondre au germanique teuli (« touffes d'arbres », buisson).

## Histoire
Après la Première Guerre mondiale, la commune est décorée de la croix de guerre 1914-1918 par décret du 23 septembre 1920, distinction également attribuée à 276 autres communes du Pas-de-Calais.

## Politique et administration

### Découpage territorial
La commune se trouve dans l'arrondissement d'Arras du département du Pas-de-Calais.

#### Commune et intercommunalités
La commune est membre de la communauté urbaine d'Arras.

#### Circonscriptions administratives
La commune est rattachée au canton d'Arras-2.

#### Circonscriptions électorales
Pour l'élection des députés, la commune fait partie de la deuxième circonscription du Pas-de-Calais.

### Élections municipales et communautaires

#### Liste des maires
| Période                                  | Période                       | Identité           | Étiquette | Qualité |
| ---------------------------------------- | ----------------------------- | ------------------ | --------- | --- |
| Les données manquantes sont à compléter. |                               |                    |           | |
|                                          |                               | Eugène Deligne     |           | |
|                                          | 1988                          | André Fremaux      |           | |
| 1988                                     | juin 1995                     | Pierre Barras      |           | |
| juin 1995                                | En cours (au 13 juillet 2020) | Bernard Milleville | DVG       | Ancien cadre Vice-président de la communauté urbaine d'Arras (2018 → ) Réélu pour le mandat 2014-2020, Réélu pour le mandat 2020-2026, |

## Équipements et services publics

### Espaces publics
La commune fait partie des villages labellisés Village Patrimoine, qui œuvrent à mettre en avant leurs patrimoines matériels et/ou immatériels (historique, culturel, naturel, architectural, etc.).

## Population et société

### Démographie

#### Évolution démographique
L'évolution du nombre d'habitants est connue à travers les recensements de la population effectués dans la commune depuis 1793. Pour les communes de moins de 10 000 habitants, une enquête de recensement portant sur toute la population est réalisée tous les cinq ans, les populations de référence des années intermédiaires étant quant à elles estimées par interpolation ou extrapolation. Pour la commune, le premier recensement exhaustif entrant dans le cadre du nouveau dispositif a été réalisé en 2006.

En 2022, la commune comptait 1 303 habitants, en évolution de +7,78 % par rapport à 2016 (Pas-de-Calais : −0,72 %, France hors Mayotte : +2,11 %).
| 1793 | 1800 | 1806 | 1821 | 1831 | 1836 | 1841 | 1846 | 1851 |
| ---- | ---- | ---- | ---- | ---- | ---- | ---- | ---- | ---- |
| 526  | 563  | 632  | 677  | 775  | 814  | 835  | 865  | 865  |

| 1856 | 1861 | 1866 | 1872 | 1876 | 1881 | 1886 | 1891 | 1896 |
| ---- | ---- | ---- | ---- | ---- | ---- | ---- | ---- | ---- |
| 828  | 844  | 886  | 866  | 819  | 781  | 771  | 781  | 811  |

| 1901 | 1906 | 1911 | 1921 | 1926 | 1931 | 1936 | 1946 | 1954 |
| ---- | ---- | ---- | ---- | ---- | ---- | ---- | ---- | ---- |
| 773  | 827  | 835  | 395  | 593  | 633  | 612  | 634  | 664  |

| 1962 | 1968 | 1975 | 1982 | 1990 | 1999  | 2006  | 2011  | 2016  |
| ---- | ---- | ---- | ---- | ---- | ----- | ----- | ----- | ----- |
| 659  | 703  | 853  | 887  | 998  | 1 022 | 1 189 | 1 234 | 1 209 |

| 2021  | 2022  | - | - | - | - | - | - | - |
| ----- | ----- | - | - | - | - | - | - | - |
| 1 271 | 1 303 | - | - | - | - | - | - | - |

#### Pyramide des âges
En 2018, le taux de personnes d'un âge inférieur à 30 ans s'élève à 31,2 %, soit en dessous de la moyenne départementale (36,7 %). À l'inverse, le taux de personnes d'âge supérieur à 60 ans est de 25,5 % la même année, alors qu'il est de 24,9 % au niveau départemental.
En 2018, la commune comptait 578 hommes pour 629 femmes, soit un taux de 52,11 % de femmes, légèrement supérieur au taux départemental (51,50 %).
Les pyramides des âges de la commune et du département s'établissent comme suit.
| Hommes | Classe d’âge | Femmes |
| ------ | ------------ | ------ |
| 0,2    | 90 ou +      | 0,7    |
| 7,0    | 75-89 ans    | 9,8    |
| 15,3   | 60-74 ans    | 17,9   |
| 24,2   | 45-59 ans    | 21,6   |
| 20,9   | 30-44 ans    | 19,9   |
| 13,4   | 15-29 ans    | 11,4   |
| 18,9   | 0-14 ans     | 18,8   |

| Hommes | Classe d’âge | Femmes |
| ------ | ------------ | ------ |
| 0,5    | 90 ou +      | 1,6    |
| 5,6    | 75-89 ans    | 8,9    |
| 16,7   | 60-74 ans    | 18,1   |
| 20,2   | 45-59 ans    | 19,2   |
| 18,9   | 30-44 ans    | 18,1   |
| 18,2   | 15-29 ans    | 16,2   |
| 19,9   | 0-14 ans     | 17,9   |

## Culture locale et patrimoine

### Lieux et monuments

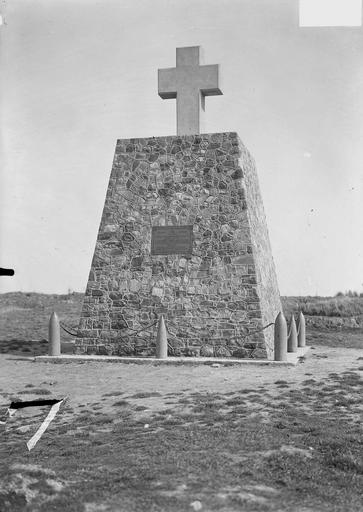
Le monument commémoratif des artilleurs canadiens en 1920.

Au cœur de la bataille d'Arras, par les Britanniques et de la bataille de la crête de Vimy par les Canadiens, la commune de Thélus compte pas moins cinq cimetières militaires alliés, dont le Bois-Carré British Cemetery. Plus de 1 200 soldats venus, pour la majorité, de l'autre rive de l'Atlantique, reposent sur la commune. Deux de ces cimetières (Zivi et Lichfield) sont appelés cratères.
À l'entrée du village est implanté le monument commémoratif des artilleurs canadiens, qui a la particularité d'avoir été érigé avant la fin du conflit. Il fut inauguré par le général Byng en avril 1918, route nationale 25 (devenue depuis route nationale 17), cette dernière ayant été baptisée « rue des Artilleurs-Canadiens » le 7 avril 2007 en présence de :  
- Claude Laverdure (en), ambassadeur du Canada en France ;
- Gregory Thomson, ministre des Anciens Combattants du Canada ;
- Peter Van Loan, ministre de la réforme démocratique du Canada ;
- le général Leslie.

À l'extrémité est du village (cote 135), un autre monument militaire, aux dimensions moins imposantes, a lui la particularité d'avoir été dressé par les soldats canadiens à Noël 1917, en pleine guerre.
Pendant le conflit, les bombardements furent intenses et une légende locale affirme qu'il serait tombé un obus au centimètre carré. L'état major canadien quant à lui estimait à 500 000 le nombre d'obus de tous calibre tirés lors des huit jours que dura la préparation d'artillerie de la bataille de la crête de Vimy, 200 000 en feu roulant lors de l'attaque du 9 avril 1917 et ensuite 500 000 autres durant les jours suivants. On comprend donc aisément qu'absolument rien de ce que fut le village avant 1914 ne subsiste aujourd'hui. Pour l'anecdote, on note qu'une station du télégraphe Chappe, par laquelle fut annoncée le 18 juin 1815, la défaite de Waterloo, fut rasée lors de ces bombardements.
Le village de Thélus fut cité à l'ordre de l'armée en 1918.

### Personnalités liées à la commune
- Saint Ranulphe : il n'apparaît pas sur les listes habituelles de saints. Cependant, on le trouve dans le dictionnaire des dix mille saints des Actes des saints[30].
 Selon la documentation trouvée en l'église de Farbus, saint Ranulphe était censier, père de saint Hadulphe, l'un des premiers évêques d'Arras.
Toujours selon la légende, le saint homme traversait souvent le village de Farbus pour se rendre à Vimy. Un jour, accablé par la chaleur, il demanda à boire un peu d'eau à une habitante qui le lui refusa. Poursuivant son chemin, il planta son bâton à mi-parcours entre les deux villages ; une source se mit à sourdre, lui permettant de se désaltérer, tandis que le bâton se garnissait de feuilles et devenait un jeune arbre. Celui-ci couvre toujours de son ombre la source qui ne se tarit jamais.
Saint Ranulphe serait mort martyr  vers 700 et d'abord enterré en l'église de Thélus ; son corps fut exhumé et transféré dans l'église de l'abbaye Saint-Vaast près d'Arras en 1188 en présence de l'ancien abbé de Clairvaux, Henri de Marcy, devenu cardinal et légat (envoyé spécial) du pape ainsi qu'une inscription en latin nous l'apprenait. On ignore la cause et les circonstances de son martyre, et on ne peut avoir une idée de sa date que parce que son fils Hadulphe devint évêque d'Arras et de Cambrai. Son fils est mort vers 728. 
On le fête le 27 mai, qui serait la date de découverte de ses ossements.
- De fin septembre 1916 au 7 octobre, date où il fut blessé, le caporal Adolf Hitler, alors messager au 16e RI bavarois, était présent sur le territoire de la commune (PC de Farbus). Cette présence explique sa volonté, de passage en France en 1940 de visiter le mémorial canadien de Vimy[31]. 
Cette blessure lui valut l'attribution de la croix de fer, remise par un officier juif.
- À cette même époque, dans les airs au-dessus de Thélus, passait très régulièrement un pilote de chasse mondialement célèbre, Manfred von Richthofen, l'as des as de l'armée allemande (80 victoires homologuées) et plus connu sous le pseudonyme de « Baron rouge »[32]. Durant le premier semestre 1917, il était basé à Douai (Vitry, 11e escadrille de chasse). C'est là qu'il eut l'idée de peindre son appareil en rouge, en réponse aux ordres d'utiliser les couleurs dites « camouflages ».
On rapporte qu'en particulier le 01/02/1917 vers 16 h, le Baron rouge abattit sa 19e victime, un BE2D britannique au sud-ouest du village[33].
Dans cette même escadrille servait aussi un pilote au comportement moins chevaleresque, appelé lui aussi à connaître, hélas, la célébrité, Hermann Göring.
- Léon Boutry (1880-1915), géographe tué à Thélus le 25 septembre 1915. Son nom est inscrit au Panthéon parmi les 560 écrivains morts au combat pendant la Première Guerre mondiale.

### Thélus dans les arts

Dessins du peinte canadien David Milne en juin 1919
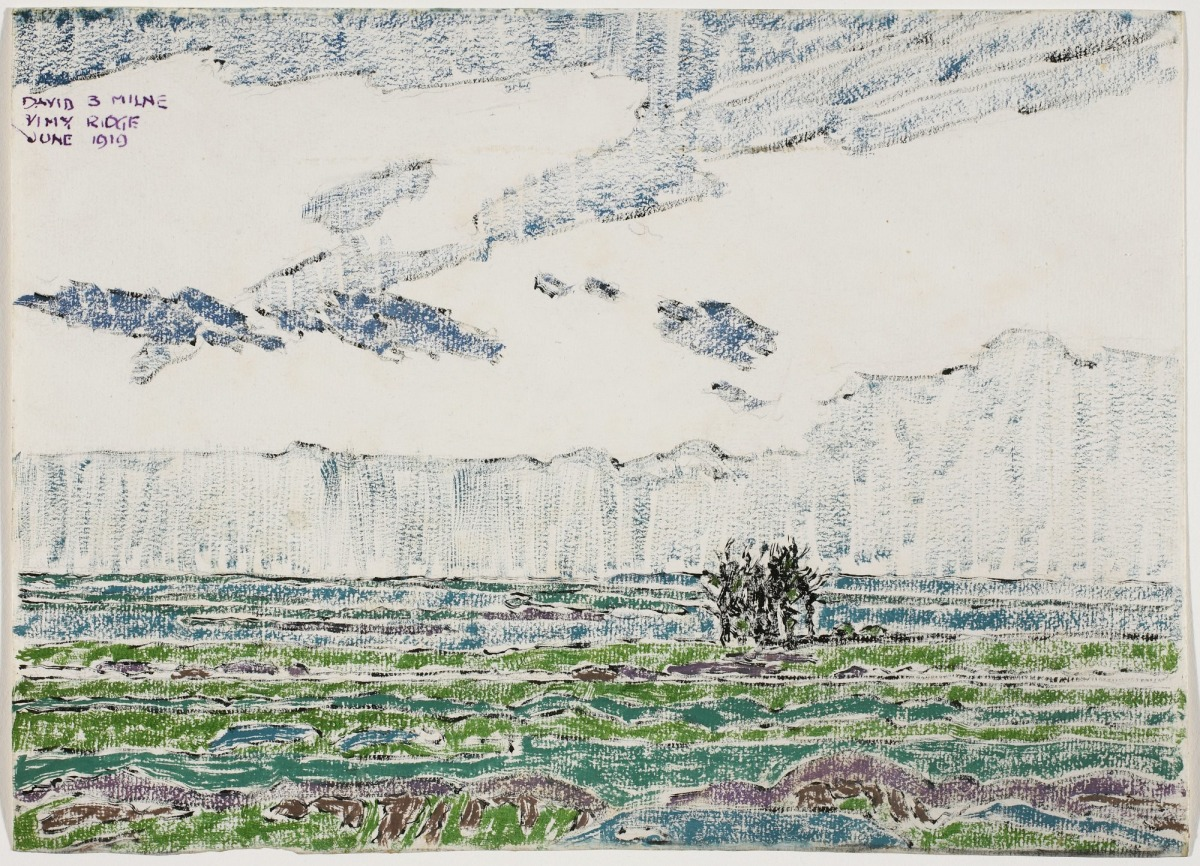
Les neuf ormes
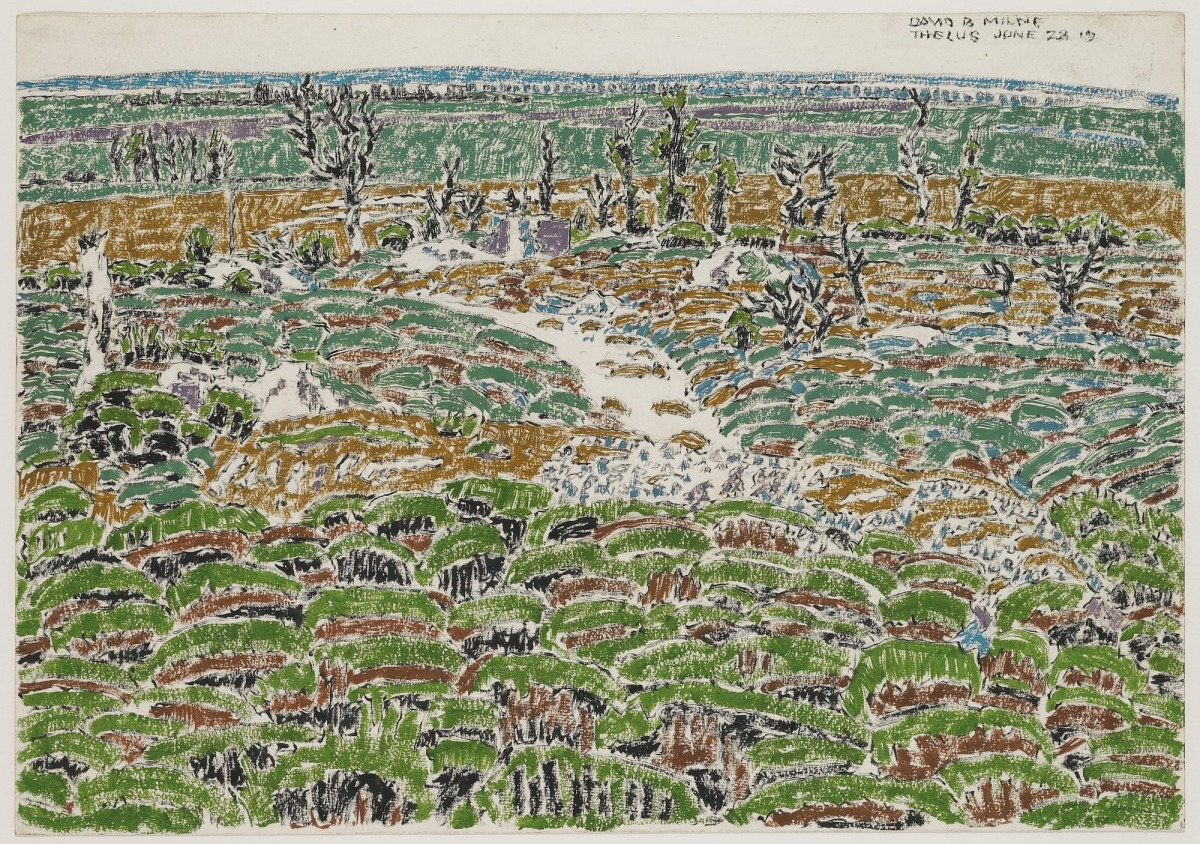
Thélus depuis l'église
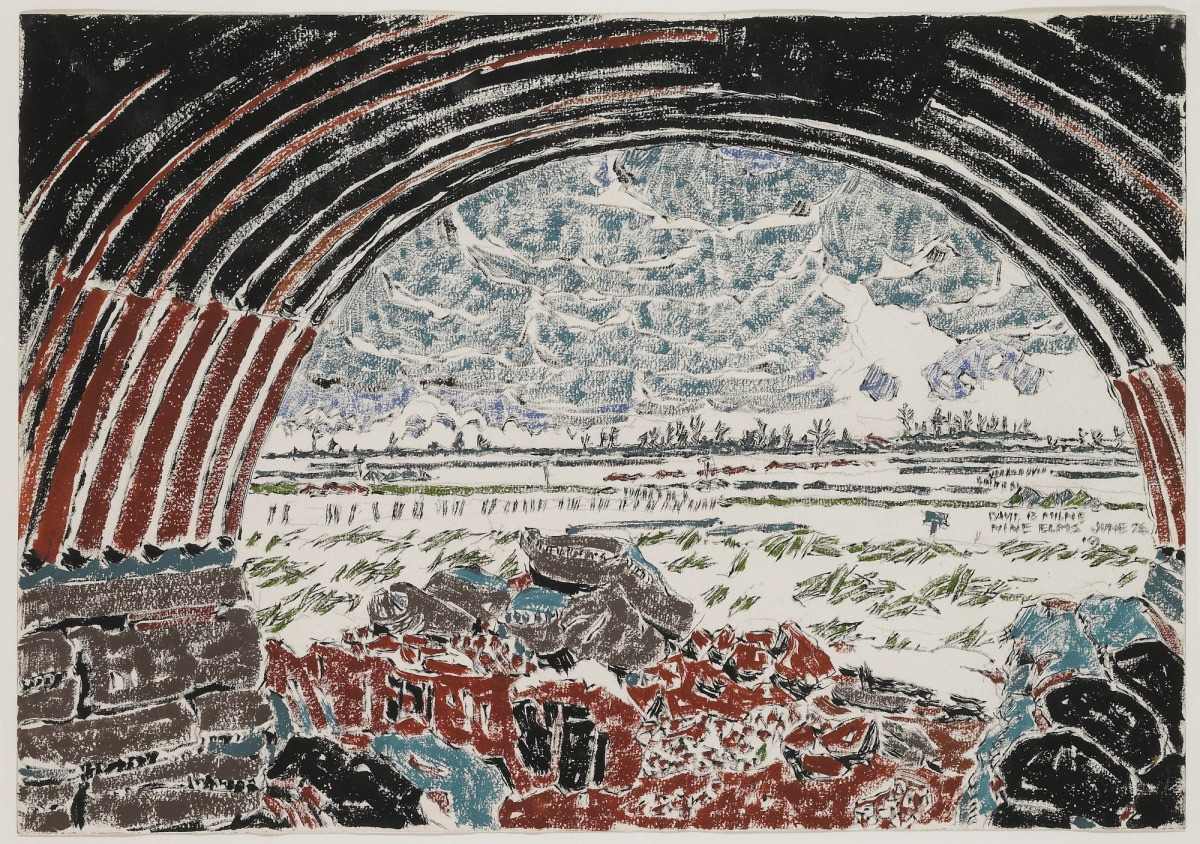
En regardant vers le bois de Thélus et Thélus depuis une Cabane Nissen, sous les neuf ormes

### Héraldique
|  | Les armes de la commune se blasonnent ainsi : d'or à la croix ancrée de gueules chargée d'une branche écotée d'argent posée en fasce et d'une crosse contournée du même posée en pal et brochant sur la branche. |

## Pour approfondir